# Giuseppe De Carli (militare)
Giuseppe De Carli (Azzano Decimo, 2 novembre 1897 – Pordenone, 27 novembre 1960) è stato un militare italiano, decorato con la medaglia d'oro al valor militare a vivente durante il corso della prima guerra mondiale.

## Biografia

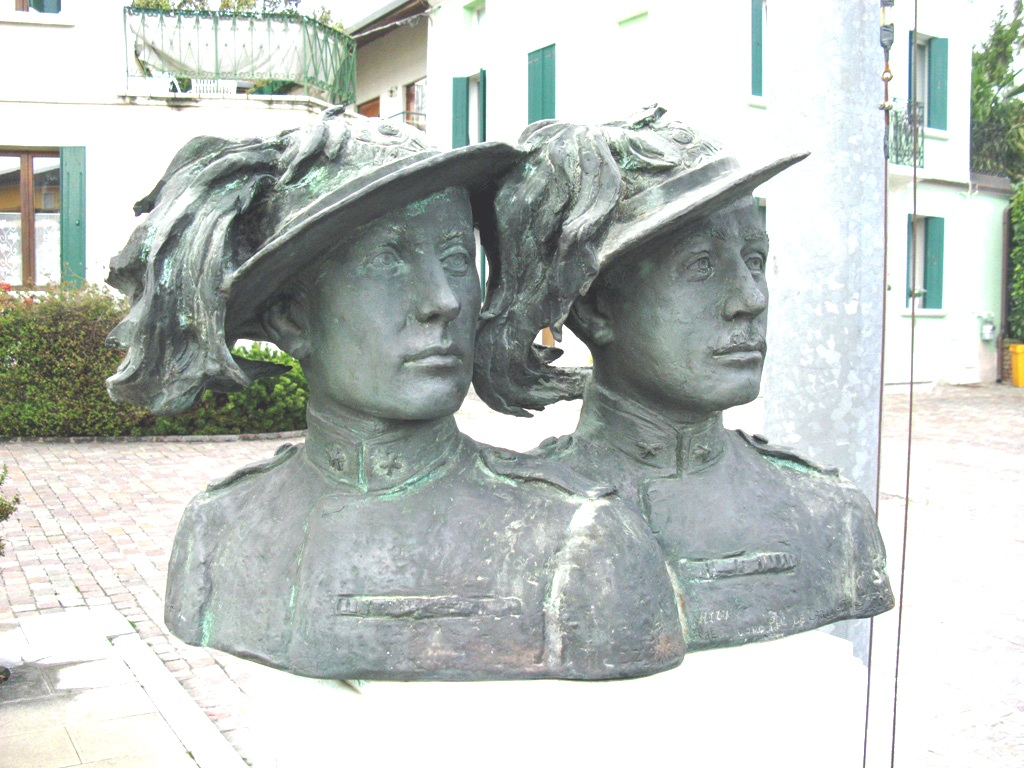
Monumento ai fratelli De Carli, decorati entrambi di Medaglia d'oro al valor militare, sito ad Azzano Decimo.

Nacque a Azzano Decimo di Udine il 2 novembre 1897, figlio di Giuseppe e Alice Buri. Venne arruolato nel Regio Esercito nell'ottobre 1916, in piena prima guerra mondiale, assegnato in servizio all'8º Reggimento bersaglieri. Promosso caporale nell'aprile 1917, chiese, ed ottenne, di essere assegnato al Quartier generale della 3ª Armata per essere infiltrato, insieme al fratello Nicolò, in territorio controllato dal nemico al fine di svolgere attività informativa a favore del Comando supremo. Trasportati a bordo di un idrovolante, pilotato dal tenente di vascello della Regia Marina Eugenio Casagrande, e fatti scendere, travestiti da pescatori, nella notte del 27 giugno 1918 nelle paludi di Caorle, si ricongiunsero con la loro madre iniziando l'attività spionistica. Venne arrestato dalla gendarmeria austro-ungarica il 13 ottobre, a causa di un tranello tesogli, e trasferito a Pordenone dove fu incarcerato. Accusato di spionaggio e connivenza con nemico, pena che comportava la sicura condanna a morte, fu messo a confronto con sua madre, la quale negò decisamente che la persona che aveva davanti fosse suo figlio, tanto da convincere gli inquisitori a sottoporlo a giudizio in tribunale. Il 16 ottobre, a poche ore dal processo, riuscì fortunosamente ad evadere ricongiungendosi con il fratello e continuando l'attività di spionaggio. Riuscirono a mandare preziose informazioni sui movimenti e sulla consistenza dell'esercito austro-ungarico nella regione del Piave, e dopo l'inizio della battaglia di Vittorio Veneto, il 1 novembre si ricongiunsero con l'esercito italiano allora in piena avanzata. Insieme con suo fratello Nicolò fu insignito della Medaglia d'oro al valor militare a vivente. Dopo la firma dell'armistizio di Villa Giusti rientrò in servizio nel suo reggimento di appartenenza, venendo promosso sergente nel marzo 1919, e sergente maggiore nel dicembre dello stesso anno. Prestò servizio nella commissione incaricata di scegliere le undici salme di militari ignoti tra le quali poi, fu scelta nella basilica di Aquileia, quella del Milite ignoto che fu solennemente tumulata nell'Altare della Patria a Roma. Congedatosi nel corso del 1920, iniziò a lavorare come agente assicurativo, ricoprendo anche cariche amministrative, tra le quali quella di Commissario prefettizio del comune di Latisana e vice podestà di Pordenone. In questa città si spense il 27 novembre 1960.

### Fonti
1. 1 2 3 4 5 6 7 8  Fiamma Cremisi n.5, settembre-ottobre 2018, p. 16.
2. 1 2 3 4 5 6 7  Combattenti Liberazione.
3. ↑   Giuseppe De Carli, su quirinale.it, Presidenza della Repubblica. URL consultato il 20 settembre 2019.